# مارکوفکا
مارکوفکا (به لاتین: Markovka) یک منطقهٔ مسکونی در روسیه است که در سرزمین آلتای واقع شده‌است.